# Josse Clichthove
Josse Clichthove   (Nieuwpoort, p. 1472 (Gregorià) - Chartres, 22 de setembre de 1543 (Gregorià)) fou un teòleg, professor i bibliotecari flamenc.
Després d'iniciar els seus estudis a Lovaina, es traslladà a París per portar a terme estudis filosòfics i teològics. Un cop doctorat en Teologia el 1506, fou nomenat professor i bibliotecari de la Sorbona. Va col·laborar amb Jacques Lefèvre d'Étaples en l'edició dels Proverbia (París 1516) de Ramon Llull. Va prendre part activa al Concili de Sens, convocat a París pel cardenal Duprat, i va reunir en un volum els diversos arguments contra els protestants. Durant la primera part de la seva vida, va dedicar els estudis filosòfics i teològics a la reforma, i més tard els va dedicar gairebé exclusivament a la lluita contra les doctrines de Luter. El 1521 reedità la Determinatio de la Sorbona contra Luter, i entre el 1524 i el 1533 publicà diversos tractats contra la Reforma Protestant. El 1941 es publicà a Mallorca l'obraIntroductiones in terminos.